# Hartleya
Hartleya é um género monotípico de plantas com flores pertencentes à família Stemonuraceae. A única espécie é Hartleya inopinata.
A sua área de distribuição nativa é a Nova Guiné.